# قناة حنكية كبيرة
القناة الحنكية الكبيرة أو القناة الجناحية الحنكية هي ممر في الجمجمة ينقل الوريد والشريان الحنكي النازل والعصب الحنكي الصغير والكبير بين الاتخفاض الجناحي الحنكي وتجويف الفم.

## التركيب
تبدأ القناة الحنكية الكبيرة عند الجانب السفلي للانخفاص الجناحي الحنكي، وتمر خلال عظم الفك العلوي والعظم الحنكي لتصل الحنك. يتفرع من هذه القناة قنوات زائدة تسمى بالقنوات الحنكية الصغيرة. تتكون القناة بأخدود رأسي في الجزء الخلفي من السطح الفكي للعظم الحنكي، وتتحول لقناة بالتمفصل مع الفك العلوي.
تنقل القناة الأوعية الحنكية النازلة والعصب الحنكي الكبير والعصب الحنكي الصغير.